# 魏雲中
魏雲中（1577年—1644年），字定远，号震彝，山西武鄉縣人，明朝政治人物。

## 生平
萬曆二十九年（1601年）辛丑科進士，户部觀政，授項城縣知縣，三十六年行取兵部主事，三十八年考选，四十年升四川道監察御史，巡视東城，四十一年巡视皇城四门，升陕西按察司佥事。天啓元年（1621年），起為河南佥事，兵備通州练兵，本年升召尚寶司少卿。天啓三年（1623年），升任太僕寺少卿，本年升右佥都御史，巡抚宁夏。因與魏忠賢交惡，被罷免。
崇禎二年（1629年），召為兵部右侍郎，總督直隶宣府、大同、山西军务，加兵部尚书、都察院右副都御史，赐蟒服，不久又遭弹劾罢官。

## 家族
曾祖魏王隆，庠生。祖父魏國柱。父魏灼，庠生。本生祖魏国模，嘉靖戊午舉人，任行唐知縣，封户部主事。本生父魏之幹，萬曆丙子舉人，任户部江西司主事、督理九江钞关。生五子：雲中、光绪、廷望、時望、令望。弟魏光绪，万历癸丑进士，任湖广巡抚、都察院右佥都御史。魏廷望，以保举任陕西永寿知县。魏时望，贡士，任北京鸿胪寺鸣赞。魏令望，崇祯九年丙子科舉人。侄魏名大，崇祯十二年己卯科舉人。